# ロデリック (西ゴート王)
ロデリック（Ruderic, Roderic, Roderik, Roderich, または Roderick 、スペイン語・ポルトガル語: Rodrigoロドリーゴ, アラビア語: لذريق Ludhrīq, ? - 711/2年）は、西ゴート最後の王。歴史上では、彼は非常にはっきりしない人物である。これは、彼がイベリア半島全土を治めていたのではなく対立勢力と争っていたこと、ウマイヤ朝による半島占領後すぐに殺害されたことに起因する。

## 幼年時代
後世書かれた『アルフォンソ3世年代記』によると、ロデリックはテオデフレード（キンダスウィント王の子）の子として生まれたという。彼の正確な生年は不明で、おそらく687年以降であろう。エギカ王即位に伴い、テオデフレードがコルドバへ流され、結婚したと推測されるからである。

## 王位継承

### 簒奪
754年の年代記によると、ロデリックは元老院の後押しを受け波乱含み（tumultuose）で王国（regnum）を占領したという。歴史家たちはこれらの言葉の正確な意味について長く議論してきた。前にも起こったことのある典型的な宮廷クーデターではなく、むしろはっきりと王国を二分しようと宮廷へ暴力的な侵略行為を行ったとみられている。
この侵略が王国の外側からのものでないことが推測される。なぜならregnumという言葉は王座を意味し、おそらくロデリックは容易に王冠を簒奪したとみられるからである。それにもかかわらず、ロデリックは地方の司令官（伝承によれば、のちにバエティカのドゥクスとなった）であったか、クーデターを企てた際には亡命の身ですらあった。 
正統の王ウィティザの暗殺または廃位に、または彼の自然死の原因に関係していようがいるまいが、tumultとはこの簒奪行為がおそらく力ずくであることをうかがわせる一部の学者たちは、アギラ2世がロデリックの対立王であり、ロデリックはアギラ2世から王座を奪おうとしたと信じている。アギラ2世は実際にウィティザの息子でかつ後継者であった。 
ロデリックがクーデターを成し遂げた元老院は、おそらく『有力貴族と一部の司教』から構成されていただろう。反乱側に聖職者が参加したことには議論がなされている。一部の人々は、司教からの支持を得たことは、王位簒奪というレッテルを貼られる行いにつながらなかったと主張する。現世における教会の支配者は、レカレド1世時代以降の西ゴート王国王位継承を決定するのに権力を持つ存在であった。しかし、王位継承権を持つ王族は、西ゴート王国最後の数十年間に彼らの影響力を封じようとした歴代国王の措置にそれほど影響を受けなかった。これは711年のクーデターでの彼らの影響から明らかである。

### 王国の分割
クーデター後、王国の南西（ルシタニアと、首都トレド周辺のカルタギネンシス西部）はロデリックの領土となり、北東（ヒスパニア・タラコネンシスとガリア・ナルボネンシス）は考古学的そして貨幣を証拠としてアギラの手中にあったことがわかっている。現存するロデリックの12枚の硬貨は全てトレドで鋳造されRvdericvsの名が刻まれている。おそらくロデリックが首都としたのはエギタニア（現在のイダーニャ・ア・ヴェーリャ）であった。硬貨が発見された地域は重ならなかった。このことは、2人の統治者が異なる地域から対立しあって国を治めていたことが非常に高い割合でありえることを示唆する。ガラエキアとバエティカ、2つの州が陥落したことは不明である。ロデリックとアギラが軍事的対立にあったとは決して見えない。これはおそらく、アラブ人急襲にロデリックが没頭したこと、王国が正式に分割されなかったことで説明ができるだろう。 
西ゴート王の一覧は、7年と6ヶ月統治したルデリグス王（Ruderigus）に言及している。一方で年代記Chronicon Regum Visigothorumの別の続編ではアキラ王の統治期間を3年と記録している。日付のつけられない王の一覧とは対照的に、トレドで書かれた754年の年代記においては、ルデリクス王（Rudericus）は1年間支配したとある。ロデリックの治世は常に710年に始まり（まれに早く709年）、またはさらに一般的には711年に始まり、711年の後半か712年まで続いたとされる。アギラの治世はおそらくロデリックの治世後すぐに始まり713年まで続いたとされる。  

## アラブ人との戦い

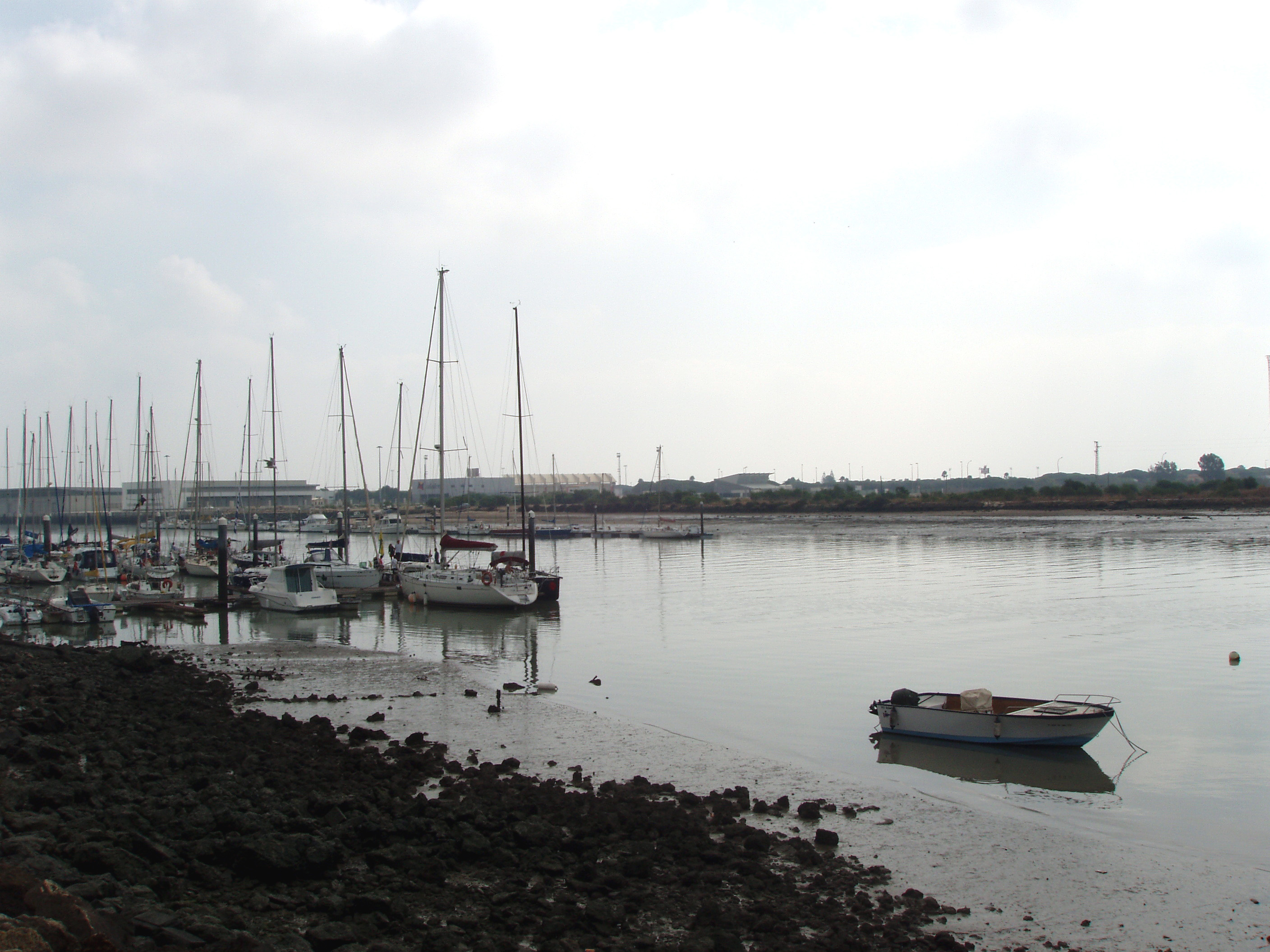
現在のエル・プエルト・デ・サンタ・マリアにあるグアダレーテ河口。

754年の年代記によれば、ロデリックはただちに自分の王位を正当化しようと、アラブ人とベルベル人（Mauri、マウリ）に対抗する軍を召集した。彼らは既にイベリア半島南部に上陸して略奪を行い、ターリク・イブン＝ズィヤードやその他イスラム将軍たちは多くの町を破壊していた。のちアラブ側の文献では、ウマイヤ朝のヒスパニア征服は、イフリーキーヤ総督（wālī）ムーサー・イブン・ヌサイルの命令で実行された特異な出来事だとした。9世紀の歴史家バラーズリーによると、ムーサー・イブン・ヌサイル麾下の将軍（アミール）であったターリク・イブン＝ズィヤードのもとに西ゴート側のアンダルス海峡（ジブラルタル海峡）を守護していた総督（wālī）ウルユーン（フリアン）が訪れた。彼らは協定を結び、ターリクは自軍とともにウルヤーンが用意した船舶に乗り込んで海峡を渡り、イベリア半島側に上陸したという。ターリクの軍は渡海後早々に敵軍の迎撃をうけたが、これを破って当地を制圧した。これらの出来事はヒジュラ暦92年（711年）のことであった。ターリクとその軍は、アル＝アンダルス（al-Andalus）、つまりイベリア半島に最初に侵入したムスリムであったという。しかし、これはイフリーキーヤ総督ムーサーに協議も事前通告もなく行われたものであったため、ムーサーはこの情報を受けるとターリクに書簡を送って、未知の地域に遠征してムスリム軍を危険に曝した事、遠征への誘惑に負けて許可も無く勝手な行動に出たことなどを激しく叱責した。加えてターリクにコルドバ以遠への進軍を禁じさせ、今度はムーサー自身が海峡を渡って半島へ上陸するとコルドバまで進撃してターリクと合流した。ターリクはムーサーと会見して陳謝したので、ムーサーはターリクを赦したという。その後、ターリクは西ゴート王国（mamlaka al-Andalus）の首都トレドを攻撃した。ターリクは豪華な食卓を当市で獲得し、上官のイフリーキーヤ総督ムーサーはダマスクスに帰還した際にカリフ・ワリードに献呈した、と伝えている。これらの実際の出来事の日付が非常に近かったことでアラブ人たちは無秩序な略奪を始め、ロデリックの偶発的な死と西ゴート貴族の崩壊が重なって半島征服を成し遂げただけである。パウルス・ディアコヌスのHistoria Langobardorumでは、セプテム（現在のセウタ）からやってきたサラセン人たちがヒスパニア全土を占領したと記録している。 
712年の戦いのさなかロデリックが自軍に見捨てられ殺害される以前に、彼は侵略者に対する遠征を幾度か行っている。754年の年代記作者は、ロデリックの最後の遠征に同行していた一部の貴族が、王国への野望のため手を下したと主張している。おそらく、彼らのうち一人が王位を勝ち取れるよう、戦いの最中にロデリックが命を落とすようしむけたのである。彼らの意図がどうであったにしろ、彼らの大半はロデリックと同様に戦死した。別の歴史家たちは、兵士たちの士気が低かったことをほのめかしている。なぜならロデリックの波乱含みの王位継承が敗北の原因だったからである。ロデリックの兵士たちの大多数が、大した訓練も受けておらず、不本意に徴兵されてきた奴隷であった。ゴート族のために戦う自由民（ヒスパノ＝ローマ人で占められていた）はわずかであったとされる。 
戦いの場所は不確かである。グアダレーテ河畔の戦いという名前ゆえに、おそらくグアダレーテ川河口近くで起きたとされる。ロデリックの最期は不明である。戦闘中に行方不明となったか、戦死したのであるが、河の近くで矢を射られたロデリックの馬が見つかったという情報が唯一のものである。 
754年の年代記によると、アラブ人は711年にトレドを獲得し、市内にとどまっていた多くの貴族たちを処刑した。彼らがエギカの息子オッパスの逃亡を手助けしたからである。同じ年代記によれば、ロデリックの死後にこの出来事が起こっているので、西ゴートの敗北は711年にさかのぼるかトレド征服の712年に変える必要がある。コリンズは712年を西ゴート滅亡の年としている。トレドを脱出した前王の息子がオッパスであったとすれば、年代記に記された当時のヒスパニアを苛んでいた内部の鬱憤の原因であったかもりれない。ロデリックの決定的な敗北以前か、またはロデリックの死とアラブによるトレド陥落までの期間に、ロデリックとアギラ2世に敵対する勢力によってトレドでオッパスは王位継承を宣言していた。もしそうなら、王国への野心を持っていた貴族たちの死は、南部での戦いの直後にアラブ人によってトレドで殺害された、オッパスの支持者であったためからかもしれない。 
寡婦となったロデリックの王妃エギロナは、後にイフリーキーヤ総督ムーサー・イブン・ヌサイルの息子でアラブ人のヒスパニア知事の一人アブド・アル＝アズィーズ・イブン・ムーサーと再婚した。

## 文学
ロデリックの伝承として、次のものが有名である。セウタ総督であったユリアヌス（スペイン語名ではフリアン）は、娘フロリンダを教育のためと花婿探しのために首都トレドへ送っていた。しかし、フロリンダの美しさに目をつけたロデリック王は彼女を凌辱した。娘の復讐のため、ユリアヌスはアラブ人と手を結び、ヒスパニア侵攻に協力したというものである。
スコットランド人作家ウォルター・スコット、そしてイギリス人作家ウォルター・サヴェイジ・ランドー、ロバート・サウジーは、これら一連の出来事に関連した詩的な伝承を取り扱った。スコットは1811年の『ドン・ロデリックの幻想』で、ランドーは1812年の悲劇『フリアン伯爵』で、サウジーは1814年の『ゴート族最後の王ロデリック』でそれぞれ取り上げた。
アメリカ人作家ワシントン・アーヴィングは1835年のLegends of the Conquest of Spainの大半を、スペイン滞在中に執筆した。これらはドン・ロデリックの伝説、スペイン征服の伝説、フリアン伯爵とその家族の伝説から構成されている。
ロデリックは2つのオペラ作品の題材となった。ゲオルク・フリードリヒ・ヘンデルの『ロドリーゴ』、そしてアルベルト・ヒナステラの『ドン・ロドリーゴ』である。

## 文献
- Bachrach, Bernard S. "A Reassessment of Visigothic Jewish Policy, 589-711." The American Historical Review, Vol. 78, No. 1. (Feb., 1973), pp 11–34.
- Collins, Roger. The Arab Conquest of Spain, 710–97. Blackwell Publishing, 1989.
- Collins, Roger. Visigothic Spain, 409–711. Blackwell Publishing, 2004.
- Hodgkin, Thomas. "Visigothic Spain." The English Historical Review, Vol. 2, No. 6. (Apr., 1887), pp 209–234.
- en:Ibn Abd-el-Hakem. "The Islamic Conquest of Spain."
- Shaw, R. Dykes. "The Fall of the Visigothic Power in Spain." The English Historical Review, Vol. 21, No. 82. (Apr., 1906), pp 209–228.
- Thompson, E. A.. The Goths in Spain. Oxford: Clarendon Press, 1969.

## 参照
1. ↑  彼の名前はゴート語発祥のものであり、ゲルマン語ではHrōþirīk(i)azとなる
2. ↑  Collins, Visigothic, 136.
3. 1 2  Thompson, 249.
4. 1 2 3  Collins, Visigothic, 113.
5. 1 2 3 4  Collins, Visigothic, 132.
6. 1 2 3 4 5 6  Collins, Visigothic, 133.
7. ↑  Collins, Visigothic, believes that Wittiza was the target of the coup.
8. ↑  Bachrach, 32.
9. ↑  Thompson, 249, 元老院は王位継承権を持つ王族で構成されていた
10. 1 2  Collins, Visigothic, 131.
11. 1 2  Collins, Visigothic, 139.
12. ↑  花田宇秋（訳）「翻訳 バラーズリー著『諸国征服史』 -13- 」『明治学院論叢』510号（総合科学研究44号）1993年2月、106-107頁
13. ↑  HL, VI, 46
14. 1 2 3 4  Thompson, 250.
15. ↑  Thompson, 319.
16. 1 2  Collins, Visigothic, 134.